# 昆明万达双子塔
昆明萬達雙子塔是中国雲南省昆明市龙岗区的两座摩天大楼，东西双塔等高，建筑高度为318米，地上67层，地下3层。该建筑为云南省最高双子塔，为昆明恒隆广场建成前的最高大楼。